# Dalene Kurtis
Dalene Kurtis, född 12 november 1977 i Apple Valley i Kalifornien i USA, är en amerikansk fotomodell.
Kurtis utsågs till herrtidningen Playboys Playmate of the Month för september 2001 och Playmate of the Year för 2002.